# Referendo sobre a independência do Uzbequistão em 1991
Um referendo sobre a independência da República Socialista Soviética do Uzbequistão foi realizado em 29 de dezembro de 1991, junto as eleições presidenciais. O resultado foi 98,3% dos eleitores a favor, com uma participação de 94,1%.

## Contexto
Em um amplo referendo realizado pela URSS em março, 95% dos eleitores da República Socialista Soviética Uzbeque votaram a favor da preservação da União Soviética como "uma federação renovada de repúblicas soberanas iguais, na qual os direitos e a liberdade de um indivíduo de qualquer nacionalidade serão plenamente garantidos". Houve também uma questão separada, pedida apenas na República Socialista Soviética do Uzbequistão, com 95% dos eleitores votando a favor da proposta de que o país "deve continuar a fazer parte de uma União renovada (federação) como uma república soberana com direitos iguais". 
No entanto, após a tentativa de golpe de Estado em agosto, foi decidido buscar a independência.  A independência foi posteriormente declarada em 31 de agosto  e a União Soviética deixou de existir em 26 de dezembro de 1991,  três dias antes do referendo.

## Resultados
| Alternativa                          | Votos      | %     |
| ------------------------------------ | ---------- | ----- |
| A favor                              | 9,718,155  | 98.3  |
| Contra                               | 172,294    | 1.7   |
| Votos inválidos/branco               | 8,258      |       |
| Total                                | 9,898,707  | 100.0 |
|                                      |            |       |
| Eleitores registrados/comparecimento | 10,515,066 | 94.1  |
| Fonte: Nohlen et al.                 |            |       |